# شعير مضغوط
شعير مضغوط (الاسم العلمي:Hordeum depressum) هي نوع نباتي يتبع جنس الشعير من الفصيلة النجيلية.  